# Ateneu de Les Piques
L'Ateneu de Les Piques fou un teatre de Manresa, inaugurat, per primer cop, l'any 1848.
El teatre es va conèixer, a més, amb els noms següents: Teatro de Casa Vallés, Salón Euterpe (el nom de la musa de la música), Teatre Breton, Salón Calau, Las Dos Bellezas, Salón Variedades, Cabaret Petit Doré o Ateneo Cultural Manresano.
L'any 1848, al jardí de la casa anomenada Cal Vallès, el Casino Manresano hi va fer construir un teatre. Es va situar al xamfrà dels carrers de na Bastardes i de les Piques, amb entrada a la placeta del Pes Vell de la Farina. Durant 30 anys, es va considerar l'únic teatre oficial de la ciutat de Manresa, fins que el 1878 es va construir el Teatre Conservatori. S'hi van fer tot tipus de representacions teatrals i espectacles: circ, varietés, concerts, cinema, Jocs Florals i s'hi van programar diferents obres de teatre al llarg de la seva existència, per exemple, obres com el Ángel de Castellón i l'obra en català, La tertúlia el 1892.
El 1903, el teatre es va restaurar però, molt aviat, va cessar la seva activitat teatral a causa de la forta competència amb el Teatre Conservatori. El 1910 es va convertir en un local d'espectacles del Patronat Obrer de Nostra Senyora de Montserrat i més tard va funcionar com a cafè-concert i com a cabaret. El 1923 el va llogar l'Ateneu Obrer Manresà. En aquest espai, aquesta entitat, que també funcionava com a escola, va desenvolupar una intensa activitat lúdica i cultural adreçada a les classes populars de la ciutat. S'hi van fer tot tipus de representacions teatrals i espectacles, des de circ a varietés i música, passant per cinema, jocs florals, entre d'altres. El 19 de març de 1932 s'hi va organitzar l'homenatge al polifacètic Apel·les Mestres.
L'actriu manresana Maria Matilde Almendros hi va actuar el 1937, quan tenia 15 anys, amb el grup juvenil Primavera, que tenia la seu a l'Ateneu. El mateix any s'hi va representar L'hostal de la Glòria. L'Ateneu Obrer va ser clausurat el 1939. El 1941 va reprendre les activitats, sota el nom Ateneo Cultural Manresano. Entre 1923 i 1953, aquest recinte va acollir els primers estudis de l'emissora Ràdio Manresa, i hi retransmetia actuacions de ràdio-teatre.
Durant anys, s'hi va fer teatre, conferències, actes polítics, música, balls. El grup Art Viu, el Cercle Artístic de Manresa i el grup Arte, Alegría y Caridad també el van fer servir per ubicar-hi els seus locals. A finals dels anys 90 del segle xx, l'edifici es va remodelar i l'Ateneu va tancar. L'any 2001 l'espai es va convertir en un restaurant amb teatre i sala d'exposicions i va tenir activitat fins al 2010. El 2020 va reobrir, un cop més, com a restaurant amb el nom, El Cau de l'Ateneu.